# Kraftwerk Belmeken
Das Kraftwerk Belmeken ist ein Wasserkraftwerk im Oblast Pasardschik, Bulgarien. Es hat eine installierte Leistung von 479 MW. Das Kraftwerk nutzt das Wasser der 4 km entfernten Talsperre Belmeken zur Stromerzeugung. Die Stadt Belowo liegt ungefähr 8 km nordöstlich des Kraftwerks.
Das Kraftwerk ist im Besitz der Nazionalna elektritscheska kompanija EAD (NEK EAD) und wird auch von NEK EAD betrieben.

## Kraftwerk
Das Kraftwerk ging 1974 in Betrieb und dient zur Abdeckung der Spitzenlast. Es verfügt über eine installierte Leistung von 479 MW. Die durchschnittliche Jahreserzeugung liegt bei 331 Mio. kWh. Die Fallhöhe beträgt 730 m.
Die 5 Pelton-Turbinen leisten jeweils 75 MW. Durch die 2 Francis-Pumpturbinen mit jeweils 52 MW Leistung kann das Kraftwerk auch als Pumpspeicherkraftwerk eingesetzt werden.

## Oberbecken
Der Stausee der Talsperre Belmeken versorgt das Kraftwerk mit dem nötigen Wasser. Im Pumpbetrieb dient der Stausee als Oberbecken.

## Unterbecken (Talsperre Stankowi Baraki)
Nahe beim Kraftwerk wurde ein Steinschüttdamm mit einer Höhe von 37 m über der Gründungssohle errichtet, die Talsperre Stankowi Baraki. Die Länge der Dammkrone beträgt 100 m. Die Dammkrone liegt auf einer Höhe von 1185 m über dem Meeresspiegel. Zur Abdichtung hat der Staudamm einen Tonkern.
Beim normalen Stauziel von 1183 m (max. 1184,20 m) erstreckt sich der Stausee über eine Fläche von rund 0,022 km² und fasst 0,42 Mio. m³ Wasser – davon können 0,375 Mio. m³ für den Pumpbetrieb verwendet werden. Das minimale Stauziel, bis zu dem der Pumpbetrieb noch möglich ist, liegt bei 1167 m.
Der Staudamm verfügt sowohl über einen Grundablass als auch über eine Hochwasserentlastung. Über den Grundablass können maximal 3,6 m³/s abgeführt werden, über die Hochwasserentlastung maximal 103 m³/s.
Vom Stausee führt ein Tunnel (Länge 3456 m, Durchmesser 4,10 m) zum Kraftwerk Sestrimo.